# Кузнецов, Николай Алексеевич (Герой Советского Союза)
Николай Алексеевич Кузнецов (25 декабря 1907, Раненбург, Рязанская губерния — 25 июля 1992, Минск) — гвардии полковник Советской Армии, участник Великой Отечественной войны, Герой Советского Союза (1944).

## Биография
Николай Кузнецов родился 25 декабря 1907 года в семье рабочего в городе Раненбург Раненбургского уезда Рязанской губернии, ныне город Чаплыгин Чаплыгинского района Липецкой области.
Когда Николаю было 3 года, умер отец. На руках матери осталось трое детей. В 1916 году младший сын Коля поступил в городскую приходскую школу. В 14 лет Николай, не бросая школы, начал свою трудовую деятельность — водоливом на городской водокачке.
По окончании семилетки в 1922 году Николай работал курьером в Раненбургском уездном исполкоме.
За два года прошёл путь от ученика и подручного слесаря городских механических мастерских до квалифицированного слесаря турбинного завода в городе Кургане. В 1923 году Николай в числе передовых рабочих вступил в ряды РКСМ. Хорошая трудовая закалка, деловитость и напористость, умение работать с молодежью, увлечь ее на хорошие дела не остались без внимания партийных и комсомольских активистов завода, которые через четыре, года выдвинули Николая на комсомольскую работу в Белозерский райком РКСМ Уральской области (ныне Белозерский муниципальный округ Курганской области).
В 1929 году был призван на службу в Рабоче-крестьянскую Красную Армию, служил в пограничных войсках НКВД СССР. 
С 1930 года член ВКП(б), в 1952 году партия переименована в КПСС.
В 1932 году пограничник, будучи секретарём ячейки ВЛКСМ заставы был направлен в Московскую высшую пограничную школу ОГПУ (с 1934 года — НКВД) СССР, по окончании которой служил в должности помощника, а затем начальника погранзаставы, начальника штаба комендатуры.
В апреле 1937 года был направлен на партийную работу в Зверевский районный комитет ВКП(б) Азово-Черноморского края (с 13 сентября 1937 года — Ростовской области), где работал сначала секретарем по кадрам, а затем вторым секретарем РК ВКП(б).
В 1941 году окончил высшие курсы переподготовки политсостава при Военно-политической академии имени В. И. Ленина. 13 сентября 1941 года батальонный комиссар был направлен в 23-ю стрелковую дивизию Северо-Западного фронта. С дивизией воевал на Сталинградском и Воронежском фронтах. В январе 1943 года был ранен.
К ноябрю 1943 года подполковник Николай Кузнецов был заместителем по политчасти командира 465-го стрелкового полка 167-й стрелковой дивизии 38-й армии 1-го Украинского фронта. Отличился во время освобождения Киева.
4 ноября 1943 года вместе со своим полком вошёл в город и в последующих уличных боях уничтожил большое количество солдат и офицеров противника, а также его боевой техники.
Указом Президиума Верховного Совета СССР «О присвоении звания Героя Советского Союза генералам, офицерскому, сержантскому и рядовому составу Красной Армии» от 10 января 1944 года за «образцовое выполнение боевых заданий командования на фронте борьбы с немецко-фашистскими захватчиками и проявленные при этом отвагу и геройство» был удостоен высокого звания Героя Советского Союза с вручением ордена Ленина и медали «Золотая Звезда».
В конце 1943 года был направлен в тыл противника. Его отряд действовал в районе окруженной Корсунь-Шевченковской группировки противника, уничтожая живую силу и технику фашистских войск. За полтора месяца диверсионной операции в тылу противника было уничтожено три генерала, более 250 офицеров и солдат, 7 штабов соединений, полков и батальонов, добыты ценные оперативные документы и сведения.
В Чехословакии, в боях под Кошице, получил второе тяжелое ранение, после которого в строй смог вернуться только после окончания Великой Отечественной войны.
После окончания войны продолжил службу в Советской Армии. С мая 1945 года по апрель 1957 года он на различных ответственных политических должностях. Закончил службу в должности ответственного секретаря парткомиссии при политотделе армии Забайкальского военного округа.
В 1957 году в звании полковника он был уволен в запас по состоянию здоровья. Проживал сначала в Бресте, затем, с 1970-х  годов в Минске.
Николай Алексеевич Кузнецов умер 25 июля 1992 года в городе Минске Республики Беларусь.

## Награды
- Герой Советского Союза, 10 января 1944 года[8][9]
  - Орден Ленина № 16386
  - Медаль «Золотая Звезда» № 2443
- Орден Красного Знамени, 30 апреля 1954 года
- Орден Отечественной войны I степени, 10 января 1945 года[10]
- Орден Красной Звезды, дважды: 29 ноября 1943 года[11], 06 ноября 1947 года
- медали, в т.ч..
  - Медаль «За боевые заслуги», дважды: 3 ноября 1944 года[12], 6 мая 1946 года[13]
  - Медаль «За оборону Сталинграда», 31 августа 1945 года[14]

## Память
- В городе Чаплыгине возле Мемориала воинской славы установлен барельеф — 53°14′24″ с. ш. 39°58′01″ в. д.HGЯO
- 5 мая 2016 года МБОУ СОШ № 1 г. Чаплыгина Чаплыгинского муниципального района присвоено имя Н.А. Кузнецова[15][16].
  - На здании Чаплыгинской средней школы № 1 установлена мемориальная доска в мае 1985 года[17] — 53°14′55″ с. ш. 39°57′31″ в. д.HGЯO

## Семья
Внучка Ирина